# Provincia de Loreto
La provincia de Loreto, a veces llamada Loreto-Nauta, es una de las ocho que conforman el departamento de Loreto en el nororiente del Perú. Limita por el norte con Ecuador, por el este con la provincia de Maynas, por el sur con las provincias de Requena y Ucayali, y por el oeste con las provincias de Datem del Marañón y Alto Amazonas. Es la tercera provincia más poblada del departamento de Loreto, después de las provincias de Maynas y Alto Amazonas, según el censo del INEI de 2017.
Desde el punto de vista jerárquico de la Iglesia católica, forma parte del vicariato apostólico de Iquitos.

## Toponimia
La actual provincia de Loreto fue creada recién en 1942, casi 90 años después que el departamento de Loreto, creado con el nombre de Gobierno Político y Militar de Loreto en 1853, por lo que se deduce que el nombre de la provincia no es de origen propio y fue tomado del nombre del departamento. 
Sobre el origen del nombre del departamento de Loreto, el naturalista Antonio Raimondi explica en su obra Provincia litoral de Loreto (publicada en 1864 y titulada con el segundo nombre que llevó el departamento) que esta antigua y extensa división administrativa tenía entonces su capital en Moyobamba. Menciona que tomó su nombre del antiguo caserío ticuna de Loreto, en la ribera norte del río Amazonas en el área del Trapecio Amazónico, actualmente en territorio colombiano.
Raimondi describe que el poblado «no tenía importancia alguna más que ser el último caserío peruano hacia el este en el Amazonas y que marcaba la frontera con el Imperio del Brasil». El mencionado poblado también le daba nombre al antiguo distrito de Loreto, que comprendía este caserío y el de Caballococha. Dicho distrito abarcaba en parte el área de la actual provincia de Mariscal Ramón Castilla.
Ya en 1922 y tras la resolución del conflicto limítrofe entre el Perú y Colombia con el tratado Salomón-Lozano, el Perú cedió el Trapecio Amazónico a Colombia y con ello, la ribera norte en ese tramo del río. Fue así que el caserío de Loreto quedó en territorio colombiano. Hoy el caserío forma parte del municipio de Puerto Nariño en el departamento de Amazonas y es llamado Loreto-Mocagua.
La actual provincia de Loreto no tiene relación alguna con el caserío que le dio nombre al departamento. Esta provincia se habría nombrado así a manera de reivindicación de dicho nombre ante la pérdida del caserío mencionado. Se trata pues Loreto, de un topónimo históricamente obsoleto y geográficamente no representativo. 
Etimológicamente Loreto es una palabra del italiano derivada del vocablo latino lauretum que significa 'lugar poblado de laureles'. Este mismo proviene del nombre de un lugar en la Antigua Roma, en la colina de Aventino, que albergaba un jardín de laureles. A partir de allí, el término fue muy usado para referirse a todo bosquecillo que contenía laureles. Esto muy relacionado con el origen de la Virgen de Loreto porque un santuario mariano se encontraba en un loreto.

## Historia
La provincia de Loreto fue creada mediante el Decreto Ley N.º 9815 del 2 de julio de 1943, junto con los distritos de Tigre, Trompeteros y su capital, Nauta, durante el gobierno de Manuel Prado y Ugarteche.

## Explotación petrolera
La actividad petrolera en la provincia de loreto parte baja de la cuenca amazónica comenzó en la década de 1920, y la explotación incrementó a finales de los años sesenta a partir del descubrimiento del Lote 1AB —actualmente Lote 192— por la empresa pública Petroperú en el distrito de Trompeteros, en la cuenca del río Corrientes.
Durante la década de 1970 e inicios de los ochenta, esta producción representó un ingreso importante para la economía peruana. Sin embargo, a mediados de la década de 1980, la exploración y producción decayó (Dourojeanni, 2013). A partir de 2000, la actividad petrolera reflotó, y, en la actualidad, se encuentran en explotación cuatro lotes. Los principales son el 192, administrado por Pacific Stratus Energy, que es el activo petrolero más importante (512 347,24 ha) y el Lote 8 (182 348,21 ha), a cargo de Pluspetrol Norte.

## Geografía
El río Marañón es la principal vía de transporte en la provincia. Sus afluentes más importantes son los ríos Tigre, Corrientes, Samiria y Yanayacu Grande. Por este río navegan barcos comerciales que conectan con otras provincias de la región. Su caudal permite que los botes circulen casi todo el año sin problemas.
Sin embargo, llegar a los pueblos de la zona de norte es difícil, los botes medianos de carga y pasajeros llegan hasta Intuto y Trompeteros, pero de allí hacia la frontera con Ecuador no hay transporte regular. En esa área solo se observa embarcaciones de las empresas petroleras que operan en el Lote 192.
La comunicación y articulación terrestre se realiza a través de la carretera Iquitos – Nauta de aproximadamente 102 km, la única vía que comunica con la provincia de Maynas.
Es la segunda provincia más grande del departamento de Loreto con una extensión de 67,434.12 km²  después de la provincia de Maynas.

## División administrativa
La capital de esta provincia es la ciudad de Nauta; está dividida en 5 distritos.

### Capitales de distritos
Las capitales legales de los distritos son:

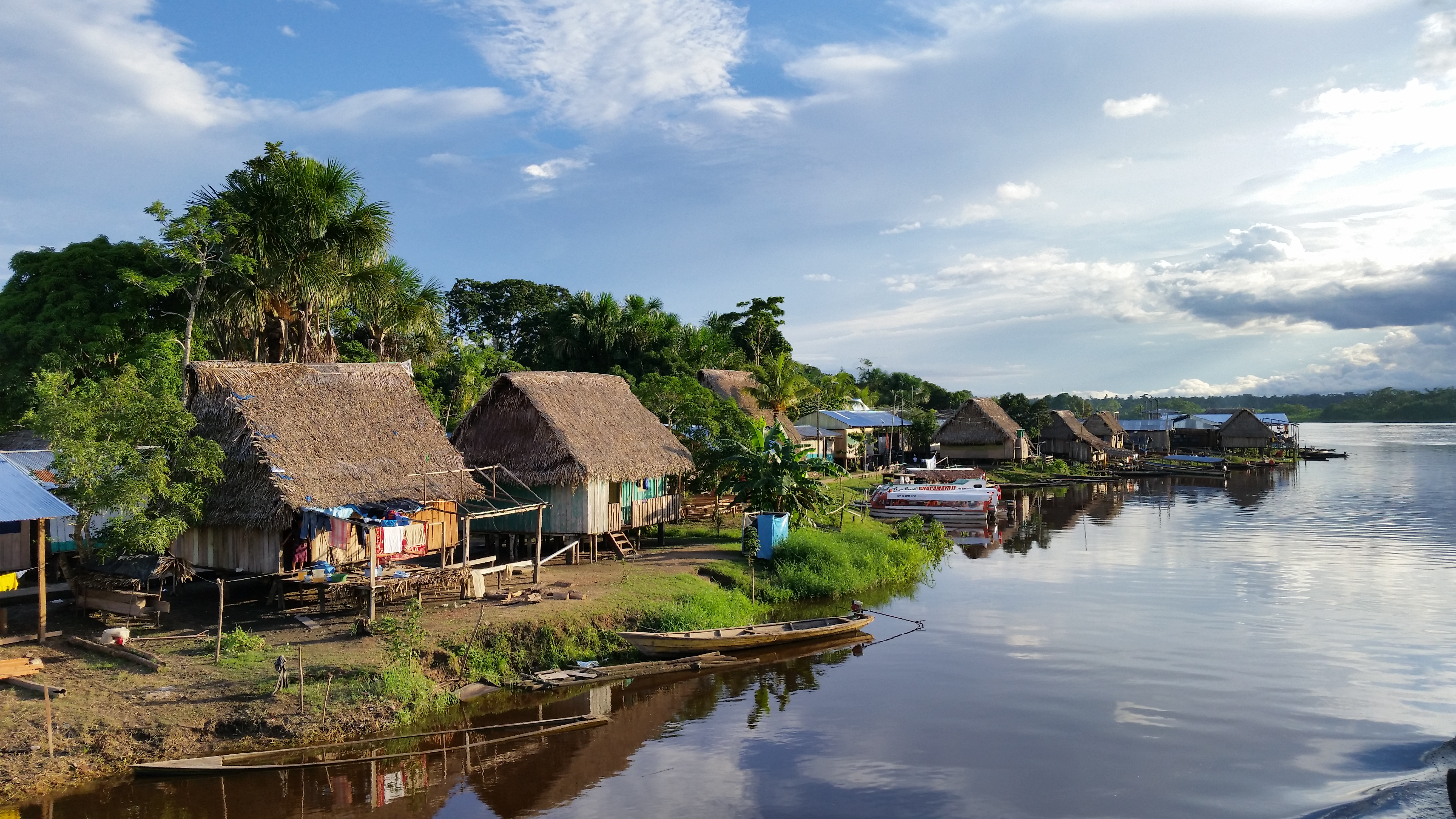
Localidad de Concordia, capital del distrito de Urarinas

## Población
Según el Instituto Nacional de Estadísticas e Informática (INEI), la provincia de Loreto tiene una población de 62.437 habitantes de acuerdo con el último censo oficial del 2017 y una proyección de 74.643 habitantes para el año 2023.
| Distritos   | Población según el censo de 2017 (INEI) |
| ----------- | --------------------------------------- |
| Nauta       | 29.963 habs                             |
| Urarinas    | 11. 545 habs.                           |
| Tigre       | 6.448 habs.                             |
| Trompeteros | 8.396 habs.                             |
| Parinari    | 6.085 habs.                             |
| TOTAL       | 62.437 habs.                            |

### Población Electoral
Según la Oficina Nacional de Procesos Electorales (ONPE), en las últimas elecciones regionales y municipales (2022), la población electoral de la provincia de Loreto-Nauta fue de 51,206 electores hábiles.
| N.º                 | Distritos   | Nº de Electores hábiles |
| ------------------- | ----------- | ----------------------- |
| 1                   | Nauta       | 23.396                  |
| 2                   | Urarinas    | 10.063                  |
| 3                   | Trompeteros | 6.571                   |
| 4                   | Tigre       | 6.218                   |
| 5                   | Parinari    | 4.958                   |
|                     | TOTAL       | 51.206                  |
| Fuente: (ONPE) 2022 |             |                         |

## Ley de demarcación y organización territorial de la provincia de Loreto y sus distritos
La Ley n.º 30613 se publica el 25 de julio de 2017 en el diario oficial El Peruano.
(RESUMÉ)
Artículo 1.
Delimitación y redelimitación de la provincia de Loreto
Delimítanse y redelimítanse la provincia de Loreto y los distritos de Nauta, Parinari, Tigre, Trompeteros y Urarinas, en el departamento de Loreto.
Artículo 2.
Categorización y recategorización de centros poblados
2.1 Recategorízase el centro poblado de Nauta, capital de la provincia de Loreto y del distrito del mismo nombre, a la categoría de ciudad.
2.2 Categorízase el centro poblado de Santa Rita de Castilla del distrito de Parinari a la categoría de pueblo.
2.3 Categorízase el centro poblado de Maypuco del distrito de Urarinas a la categoría de pueblo.
Artículo 3.
Capital provincial
La capital de la provincia de Loreto es la ciudad de Nauta.

## Autoridades

### Regionales
- Consejeros regionales
  - 2019-2022[9]

  1. Carlos Sandi Maynas (Restauración Nacional)
  2. George Antonhy López Torres (Movimiento Esperanza Región Amazónica)

### Municipales
- 2019-2022 
  - Alcalde: Giampaolo Ossio Rojas Floríndez, Restauración Nacional.
  - Regidores: Luis Alberto Cobeñas Llonto (Restauración Nacional), Cyntia Karina Torres Amasifuen (Restauración Nacional), Jans Irwing Gonzales Silvano (Restauración Nacional), Weyder Vela Sandi (Restauración Nacional), Reber Tapayuri Huanaquiri (Restauración Nacional), Segundo Jacinto Curitima Ahuanari (Restauración Nacional), Robert Gómez Pérez (MERA), Manuel Francisco Moena Manuyama (MIL), Gloria Amelia Luna (Fuerza Popular).

### Religiosas
- Vicario apostólico de Iquitos: Monseñor Miguel Olaortúa Laspra OSA. Obispos del Perú (enlace roto disponible en Internet Archive; véase el historial, la primera versión y la última)..
- Párroco de Nauta: Basilio Mateo Colinas

## Festividades
- Abril: Aniversario de Nauta
- Junio: San Juan